# Daniel Dennett
Daniel Clement Dennett (28. března 1942 Boston – 19. dubna 2024) byl americký filozof a kognitivní vědec, který se zaměřoval na filozofii mysli, filozofii vědy a filozofii biologie, převážně na témata týkající se evoluční biologie a kognitivní vědy.  Naposledy působil na Tuftsově univerzitě. Byl ateistou a sekularistou a silným podporovatelem hnutí Brights. Spolu s Richardem Dawkinsem, Christopherem Hitchensem a Samem Harrisem byl považovaný za jednu z nejvýraznějších postav nového ateismu.

## Biografie
Narodil se v Bostonu v Massachusetts a část svého dětství strávil v Libanonu, kde jeho otec během druhé světové války pracoval jako agent americké zpravodajské služby. Když mu bylo pět let, jeho otec zemřel v letecké havárii a s matkou se přestěhovali zpět do Bostonu.
Strávil jeden rok na Wesleyánské univerzitě[zdroj?] a pak přešel na Harvardovu univerzitu, kde studoval pod W. V. Quinem a v roce 1963 získal titul B.A. (Bachelor of Arts). V roce 1965 získal titul D.Phil. (Doktor filozofie) na Oxfordské univerzitě, kde byl studentem Gilberta Ryleho. Mezi lety 1965 a 1971 učil na Kalifornské univerzitě v Irvine, odkud se přesunul na Tufts University v Medfordu v Massachusetts. Přednášel i na universitách v Harvardu, Pittsburghu, Oxfordu, École normale supérieure v Paříži, London School of Economics a American University of Beirut.

## Výběr z díla
- 1981 Brainstorms: Philosophical Essays on Mind and Psychology
- 1984 Elbow Room: The Varieties of Free Will Worth Wanting
- 1985 The Mind's I (s Douglasem Hofstadterem)
- 1986 Content and Consciousness
- 1987 The Intentional Stance
- 1992 Consciousness Explained
- 1996 Darwin's Dangerous Idea: Evolution and the Meanings of Life
- 1997 Kinds of Minds: Towards an Understanding of Consciousness (česky Druhy myslí: k pochopení vědomí, Bratislava: Archa 1997 a Praha: Academia 2004[7])
- 1998 Brainchildren: Essays on Designing Minds (Representation and Mind)
- 2003 Freedom Evolves
- 2005 Sweet Dreams: Philosophical Obstacles to a Science of Consciousness
- 2006 Breaking the Spell: Religion as a Natural Phenomenon
- 2007 Neuroscience and Philosophy: Brain, Mind, and Language (spolu s Maxwellem Bennettem, Peterem Hackerem a Johnem Searlem)
- 2010 Science and Religion (spolu s Alvinem Plantingou)